# Kanton Draguignan
Der Kanton Draguignan ist seit 1790 ein französischer Wahlkreis im Arrondissement Draguignan, im Département Var und in der Region Provence-Alpes-Côte d’Azur; sein Hauptort ist Draguignan.

## Gemeinden
Der Kanton besteht aus zwei Gemeinden mit insgesamt 47.384 Einwohnern (Stand: 1. Januar 2022) auf einer Gesamtfläche von 70,74 km²:
| Gemeinde          | Einwohner 1. Januar 2022 | Fläche km² | Dichte Einw./km² | Code INSEE | Postleitzahl |
| ----------------- | ------------------------ | ---------- | ---------------- | ---------- | ------------ |
| Draguignan        | 40.789                   | 53,75      | 759              | 83050      | 83300        |
| Trans-en-Provence | 6.595                    | 16,99      | 388              | 83141      | 83720        |
| Kanton Draguignan | 47.384                   | 70,74      | 670              | 8303       | –            |

Bis zur Neuordnung gehörten zum Kanton Draguignan die fünf Gemeinden Ampus, Draguignan, Flayosc, La Motte und Trans-en-Provence. Sein Zuschnitt entsprach einer Fläche von 227,58 km2. Er besaß vor 2015 einen anderen INSEE-Code als heute, nämlich 8311.